# شظايا أوكازاكي
شظايا أوكازاكي أو قطع أوكازاكي أو شدفات أوكازاكي(بالإنجليزية: Okazaki fragments)‏

عملية تضاعف الدنا.

هي قطع من الدي أن إيه تتكون أثناء تناسخ المادة الوراثية دي أن إيه، وهي قطع قصيرة مبنية في اتجاه 5' إلى 3'، وهي التي تبني سلسلة متأخرة.

## الاكتشاف
اكتشفت شظايا أوكازاكي على يد العالم الياباني ريجي أوكازاكي خلال أبحاثه على بكتيريا إشريكية قولونية، وذلك عام 1966.

## العمليات

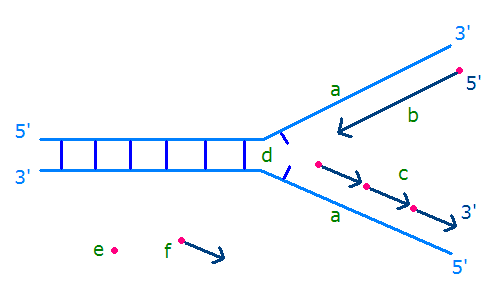
صورة تبين عملية تضاعف الدنا.
a) السلسلة القالب.
b) السلسلة المتقدمة.
c) السلسلة المتأخرة.
d) شوكة التضاعف
e) دنا بوليميريز.
f) قطع أوكازاكي

تحدث عملية تنسخ الحمض النووي الريبي منقوص الأكسجين في دنا وهذه العملية تؤدي لتضاعف الدنا داخل الخلايا وعن انقسام سلسلتي الدنا ينتج عنها سلسلة متقدمة وسلسلة متأخرة تبنى بواسطة إنزيم دنا بوليميريز في السلسلتين في اتجاهين مختلفين، وتنشأ شظايا أوكازاكي في السلسلة المتأخرة في اتجاه 5' إلى 3'.
وبذلك تنشأ شظايا أوكازاكي بشكل متفكك ثم يتم ربطها عن طريق إنزيم دنا ليغيز وهذا الإنزيم يربط سلسلة غير متقطعة من الدنا التي نشأت من السلسلة المتأخرة.

### دنا بوليميريزδ
وهو الإنزيم الذي يقوم ببناء شظايا أوكازاكي واتجاه بنائه من 3' إلى 5'.
وله وظيفة أخرى عندما يواجه قاعدة خاطئة فإنه يزيل واحدة من النيوكليوتيدات ويستبدلها بأخرى صحيحة.

## الوظيفة الحيوية
على الرغم من أن بناء سلسلة متأخرة ينشأ من نصف نسخ الدنا فقط، ويعد التعقيد للسلسلة المتأخرة ضعف التعقيد في السلسلة المتقدمة حتى في الأنواع الصغيرة مثل الخميرة، وشظايا أوكازاكي تحدث حوالي مليون مرة خلال الدورة الواحدة من عملية تنسخ الحمض النووي الريبي منقوص الأكسجين.
تعتبر عملية تكوين شظايا أوكازاكي شائعة جدا وبالتالي حاسمة لعملية تضاعف الدنا وانتشار الخلايا.
وقد يؤدي خطأ في تكوين شظايا أوكازاكي إلى تكسر في السلسلة وبالتالي تؤدي إلى الانحرافات الكروموسومية ومن العيوب الشديدة في تكوين شظايا أوكازاكي توقف نسخ الدنا وبالتالي موت الخلية.
وهناك عيوب خفية لا تؤثر على النمو، إلا أنها تؤدي إلى أشكال مختلفة في المستقبل مثل عدم استقرار الجينوم.
ولشظايا أوكازاكي الفضل في الحفاظ على تطورنا.

## الفرق في شظايا أوكازاكي بينبدائية النواةوحقيقية النواة
جزيئات الدنا في حقيقيات النوى تختلف عن جزيئات دائرية من بدائيات النوى

### الأصل
في إشريكية قولونية (بدائية النواة) ليس لديها سوى أصل واحد من النسخ بينما حقيقيات النوى متعددة الأصول نتيجة لتعدد مناطق التفرع على طول الدنا.

### الطول
تكون بدائيات النوى أطول بكثير من حقيقيات النوى، ففي حقيقيات النوى يصل طول شظايا أوكازاكي من 100 - 200 نوكليوتيد بينما فيإشريكية قولونية وهي بدائية النواة تصل طولها إلى 2000 نوكليوتيد.

### السرعة
يكون إنتاج شظايا أوكازاكي أسرع في بدائيات النوى لأنها تحتوي على أقل دنا من حقيقيات النوى.

### طول فترة الإنتاج
حيث أن في حقيقيات النوى تكون فترة إنتاج شظايا أوكازاكي أطول بكثير من بدائيات النوى.

## وصلات خارجية
- McGraw Hill Higher Education article discussing DNA synthesis
- Okazaki+fragments في المكتبة الوطنية الأمريكية للطب نظام فهرسة المواضيع الطبية (MeSH).